# Paweł (Ledniew)

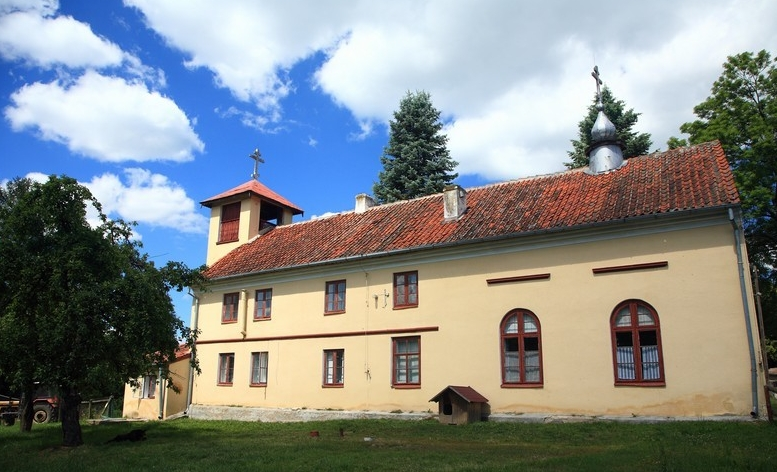
Klasztor staroobrzędowców w Wojnowie

Paweł Pruski, imię świeckie: Piotr Iwanowicz Ledniew (ur. 4 stycznia?/16 stycznia 1821 w Syzraniu, zm. 28 kwietnia?/10 maja 1895 w Moskwie) – rosyjski duchowny, początkowo działacz ruchu staroobrzędowców-fiedosiejewców, następnie jeden z ideologów zjednoczenia staroobrzędowców z Rosyjskim Kościołem Prawosławnym przy zachowaniu tradycyjnych obrzędów. Misjonarz i polemista, twórca monasteru Zbawiciela i Trójcy Świętej w Wojnowie.

## Życiorys
Urodził się w Syzraniu. Należał do jednego z odłamów ruchu staroobrzędowego – fiedosiejewców. Z powodu prześladowań staroobrzędowców za rządów Mikołaja I mnich Paweł został skierowany przez staroobrzędową wspólnotę Przemienienia Pańskiego w Moskwie do Prus Wschodnich. We wsi Eckertsdorf (dziś Wojnowo) założył w 1848 monaster Zbawiciela i Trójcy Świętej. W 1851, wskutek sporów między mnichami, Paweł na krótko opuścił klasztor, by wrócić do niego w roku następnym i przez kolejne piętnaście lat pełnić funkcję przełożonego. Mnich uznawany był za lidera fiedosiejewców i przywódcę całego ruchu staroobrzędowego.
W okresie kierowania monasterem przez Pawła (Ledniewa) klasztor przeżywał rozkwit. Był nie tylko ważnym ośrodkiem religijnym dla staroobrzędowców Prus Wschodnich, ale i dla tych, którzy nadal zamieszkiwali w zachodnich guberniach Rosji. Przełożony wzniósł w klasztorze zespół nowych budynków i urządził bibliotekę. Mnisi zajmowali się nauczaniem dzieci, także przybyłych z Rosji, wyjeżdżali również do innych ośrodków staroobrzędowych, by tam obejmować kierownictwo wspólnot. Paweł Pruski założył także żeński klasztor w Puppen, dzisiejszym Spychowie.
Ok. 1856 Paweł (Ledniew) porzucił typowe dla fiedosiejewców poglądy w kwestii małżeństwa; wbrew zwyczajom zaczął dopuszczać małżonków do wspólnych modlitw i spowiedzi. W 1858 został z tego powodu wezwany do Moskwy celem złożenia wyjaśnień w macierzystej wspólnocie Przemienienia Pańskiego. Wyjazd ten zakończył się zerwaniem Pawła (Ledniewa) z fiedosiejewcami. Po powrocie do Wojnowa, od 1861, w monasterze kierowanym przez mnicha odprawiane były modlitwy za przywrócenie kapłaństwa. Klasztor stał się centrum polemiki między zwolennikami zmian w tradycji fiedosiejewców i zwolennikami status quo, na czele których stanął Aleksiej Michejew. W celu skuteczniejszego propagowania swojego stanowiska Paweł Pruski założył w Johannesburgu (dzisiejszy Pisz) drukarnię, w której publikował swoje teksty.
W 1867 Paweł (Ledniew) i piętnastu mnichów z Wojnowa ogłosiło zamiar przejścia do Rosyjskiego Kościoła Prawosławnego jako jednowiercy. Z tego powodu musieli opuścić klasztor wojnowski. Mnich udał się do Moskwy, gdzie miał zamiar spotkać się z metropolitą Filaretem (Drozdowem). Ten jednak zmarł w listopadzie 1867. W rezultacie Paweł (Ledniew) oficjalnie przyjął prawosławie dopiero 25 lutego 1868, składając wyznanie wiary przed biskupem pomocniczym eparchii moskiewskiej Leonidem (Krasnopiewkowem). 15 grudnia 1868 został wyświęcony na kapłana. Został również przełożonym monasteru św. Mikołaja w Moskwie, należącego do jednowierców. Od 1880 nosił tytuł archimandryty.
Paweł (Ledniew) silnie zaangażował się w działalność misyjną wśród staroobrzędowców. Z zachowanych dokumentów przedstawiających trasy jego podróży misyjnych po Imperium Rosyjskim wynika, iż udawał się on w celu głoszenia kazań i nakłaniania do powrotu do Rosyjskiego Kościoła Prawosławnego na ziemie litewskie, ukraińskie, białoruskie, łotewskie, był również w Warszawie, Petersburgu i na ziemi pskowskiej. Należał do najpopularniejszych misjonarzy rosyjskich swoich czasów. Oprócz głoszenia kazań, Paweł (Ledniew) był również autorem tekstów teologicznych i polemicznych, w których krytykował poglądy staroobrzędowców w oparciu o swoją znajomość pism Ojców Kościoła i literatury staroruskiej (w obydwu dziedzinach był samoukiem).
Zmarł 27 kwietnia 1895 i został pochowany w głównej cerkwi kierowanego przez siebie monasteru.